# Лонжек (Вармінсько-Мазурське воєводство)
Лонжек (пол. Łążek, нім. Londzek) — село в Польщі, у гміні Любава Ілавського повіту Вармінсько-Мазурського воєводства.
У 1975-1998 роках село належало до Ольштинського воєводства.